# Шипівці

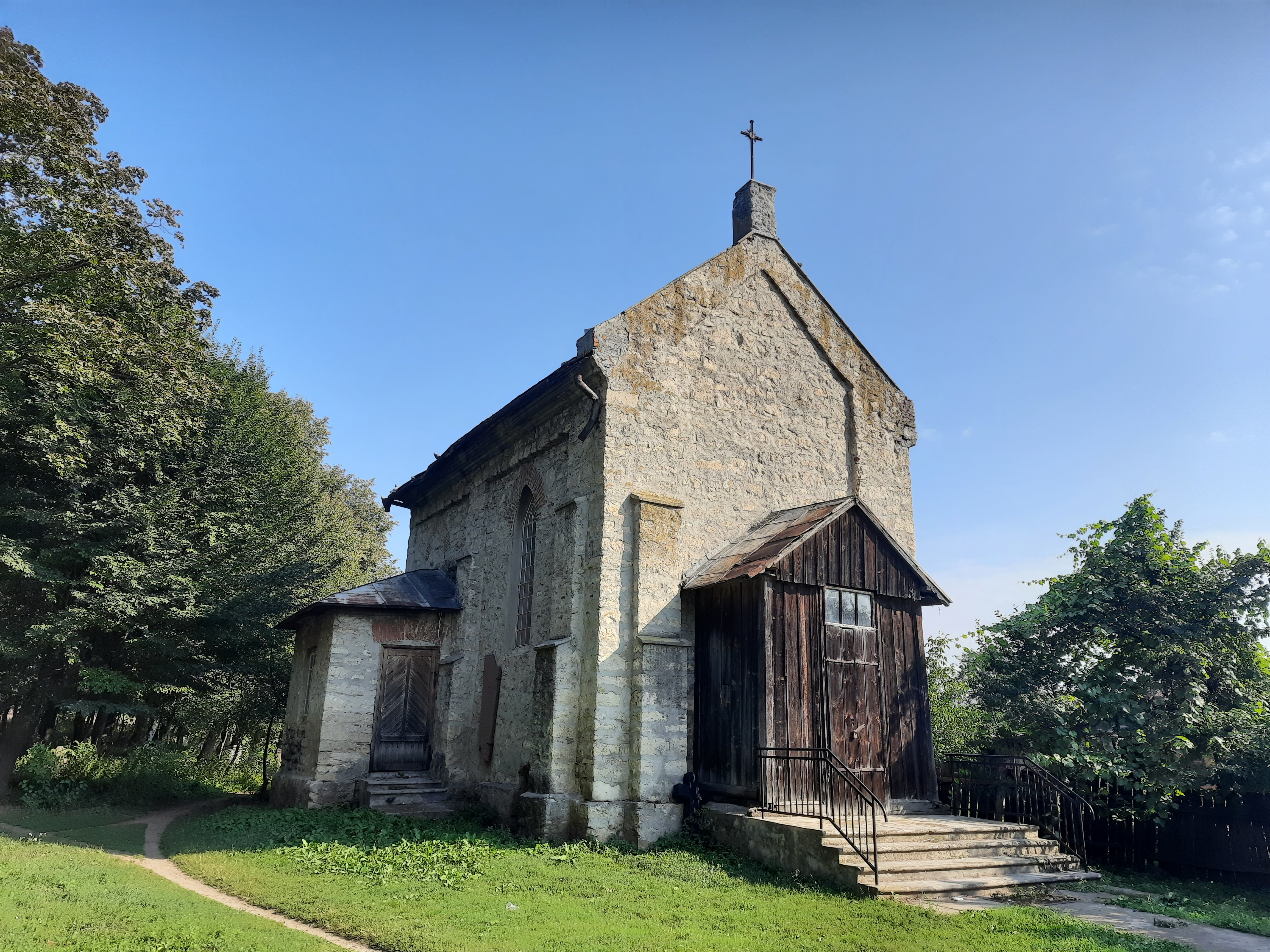
Костел Божого Милосердя (1906)

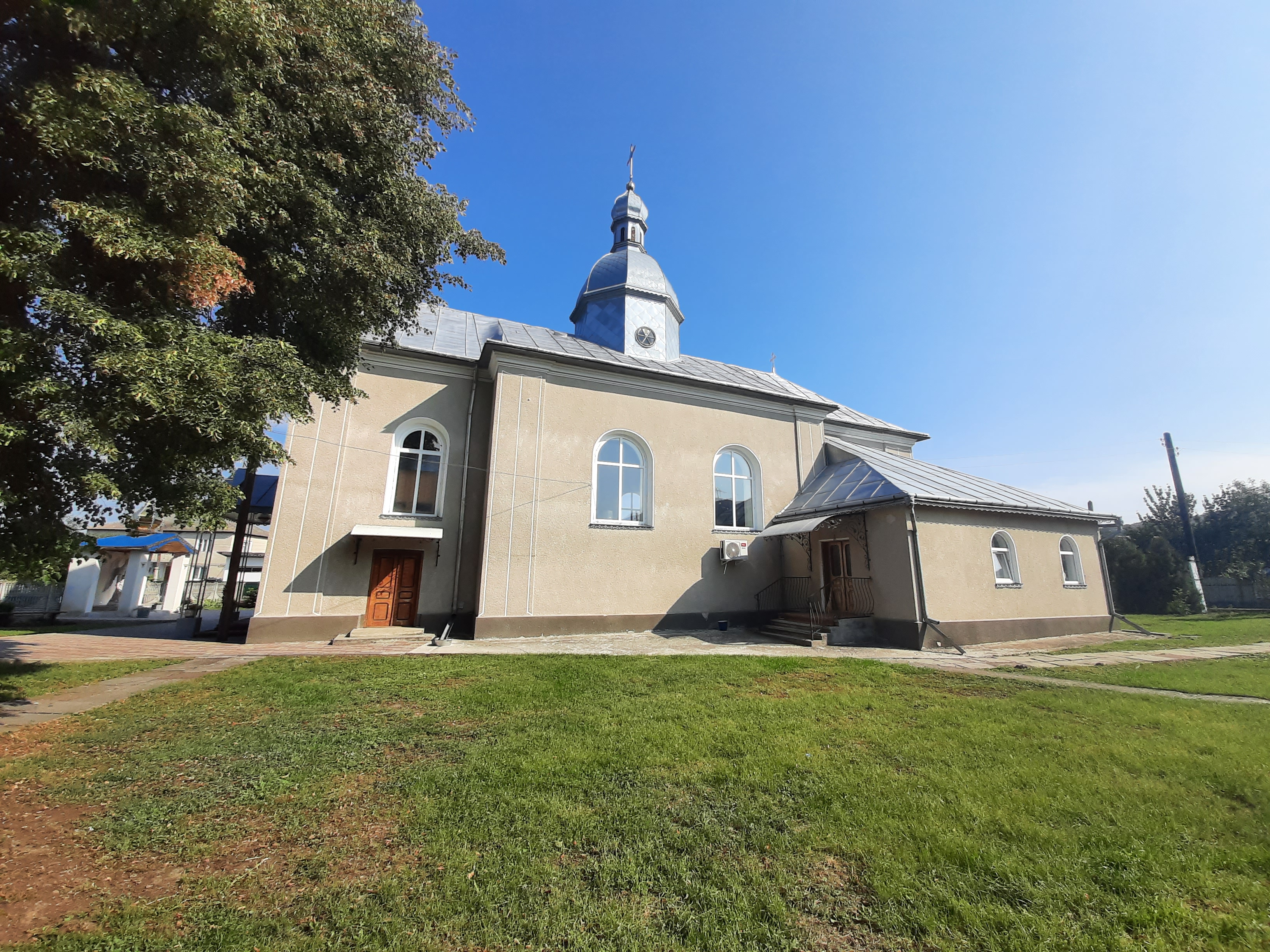
Церква Святого Архістратига Михаїла (1867р)

Шипівці́ — село в Україні, у Товстенській селищній громаді Чортківського району Тернопільської області. Розташоване на річці Серет, в центрі району. До 2020 центр сільради. Загальна територія села становить 1168 гектарів.
Населення — 908 осіб (2007).

## Історія
Трипільське поселення в західній частині Щитівців знаходиться на місці польського фільварку. Друге трипільське поселення – на північ від Щитівців у полі, біля двох курганів. Знайдені речі могильних поховань перебувають у Кам'янець-Подільському археологічному музеї. 
Свою назву, за переказами, село отримало від козака Шипа, який із своїми друзями Лисом та Шершем прибули на ці території. Лис заснував поселення не переїжджаючи через пагорб. А Шип і Шерш помандрували далі. Перебравшись через пагорб, вони натрапили на двох дівчат. Сподобалися дівчатам юнаки Шип та Шерш та й не відпустили їх від себе. Ось так в долині через гору від Лиса і поселився Шип. А Шерш перевів коня через річку й поселився на лівому її березі. З тих пір утворилися три села: Лисівці, Шипівці, Шершенівка.
23 квітня 1535 року Анна Лянцкоронська продала землі села Шипівці з усім населенням і двірським помістям Язловецькому, які відносились до Руського воєводства скалатського старости Речі Посполитої[джерело?].
Період з 1701 року по 1718 відзначається спустошеними набігами татар на українські землі, від них постраждали і Шипівці.
У 1848 — рік скасування панщини, на честь цієї дати ставили хрести, будували пам'ятники у селі, на сьогодні збереглися 2 таких хрести.
У 1861 році в селі збудовано кам'яну церкву з кам'яною дзвіницею, які діють і нині , є в селі і римо-католицький костел.
Різні частини села мають свої назви. Західна зветься «Горою», східна «Долиною», дві південних мають назви «За потік» та «Бзинівка», а центральна має назву «Цісарська».
Також, мають свої назви і території, що розташовані поза селом. «Могилки» — це частина поля, яка розташована за лісом, на захід від села. Чому саме так? Старожили розповідають, що на цьому місці відбувся бій між козаками і турками, у якому полягло багато козаків. Їх було поховано у одній могилі і поставлено хрест. А коли прийшли перші росіяни, хрест зрізали, могилу розрівняли, і стало те місце частиною поля. Але люди називають його «Могилками» і тепер.Північна частина поза селом отримала назву «Загорода». За панщини ця місцевість була пасовищем, обгородженим загородою, куди селяни відганяли худобу. Під час панування Австро-Угорщини на тому пасовищі був посаджений ліс. І тому місцевість називається «Загорода».
Південна частина, отримала назву «Корчунок», оскільки місцеве населення, займалося землеробством, поступово викорчовуючи тут дерева, створюючи вільні площі для господарства.
«Гуральня» — назва східної частини, угідь, що розташовувалися поза селом. За панщини під горою була побудована гуральня, яка належала панові. У гуральні виробляли спирт, який дуже цінувався на той час. Населення працювало в гуральні на пана який платив їм за роботу горілкою.
Тому і прозвали місце під горою «Гуральня»
На «Цісарській» вулиці, у колишньому центрі села височіє своїм золотистим куполом церква св. Михаїла, що збудована у XIX ст. 
У 1961 році церкву було закрито. При вході на церковне подвір'я з лівої сторони стоїть дерев'яний хрест, поставлений в 1938 на честь 950 — річчя хрещення Русі.
З заднього входу на церковне подвір'я з лівої сторони стоїть кам'яний хрест, паставлений на місці вівтаря старої дерев'яної церкви, яка була продана у село Солоне, і стоїть там досі.
У 1986 році жителі села почали збирати підписи про відкриття церкви.
28 жовтня 1988 року було отримано документи на відкриття церкви у селі Шипівці.
12 червня 2020 року, відповідно до розпорядження Кабінету Міністрів України № 724-р «Про визначення адміністративних центрів та затвердження територій територіальних громад Тернопільської області» увійшло до складу Товстенської селищної громади.
19 липня 2020 року, в результаті адміністративно-територіальної реформи та ліквідації Заліщицького району, увійшло до складу новоутвореного Чортківського району.

### Два історичні  документи про село Шипівці
Опрацьовуючи різні джерела до історії наших сіл багато мені попадало в руки документів де фігурувало село Давидківці, Чортківського району. Оскільки Давидківці трохи не в моїх інтересах, то документи я відкладав в «довгий ящик» на потім, з метою можливої публікації. Якось пізніше, я ще раз взявся ретельно «просканувати» географічний показник реєстру регестів Коронної метрики[1]. Тут я і знайшов населений пункт з дуже схожою назвою - Давидівці (лат. Dauydowcze), оскільки писарі часто перекручували українські назви, то вирішив перевірити що ж там за документ. А документ там вельми цікавий, - король Сигізмунд Старий підтверджував два документи Єжи Язловецькому на ті Давидівці[2]. Язловецький крім того що був героєм свого часу[3] мав ще і якісь зачіпки з скалецьким старостою за Давидківці[4] (ті що зараз Чортківського р-ну). А ті два документи були датовані самим початком 15 ст, - от же ж знахідка, подумав я! Думав вже писати статтю по історії Давидковець, але вирішив таки копнути глибше, - і не дарма. Виявилось, що виявлене село Давидівці, це зовсім не сучасне село Давидківці Чортківського району, а - село Шипівці, Заліщицького! Оце так поворот, якісь крихітні Шипівці на річці Серет можуть похвалитись зразу трьома документами такої сивої давнини. 
Про те що село Шипівці змінило назву звертали увагу вже дослідники, наприклад Микола Крикун в своєму дослідженні про населені пункти Подільського воєводства[5]. Однак чомусь увага істориків пройшла повз ті два документи, котрі підтверджував король для Язловецького. 
Отже про які два документи йдеться. 
Перший датований 25 вересням 1403 роком. Це жалувана грамота Григорію Шипу короля Владислава на володіння на спадковому праві селом Давидівці, що знаходиться в повіті Червого Замку (…in districtu Rubei Castri sitam…)[6]. Ким був цей Григорій Шип і за які заслуги отримав надання – невідомо. А повіт Червоного Замку, - це ж звичайно Червоногородський повіт з центром в місті Червоногород. (Тут варто додати, що в 1418 році Григорій Шип отримав запис суми у 60 гривень вже від князя Вітовта на села Лисівці на Сереті та Набоківці[7].) 
Другий документ датований 25 вересня 1422 року. Це дуже цікавий документ, оскільки цьому ж Григорію Шипу, дідичу Давидівців, великий князь Литовський Вітовт, дозволяв заснувати в його Давидівцях місто на магдебурзькому праві[8]! Поки що це єдиний відомий мені випадок, коли князь Вітовт за недовге своє правління Поділлям заснував тут місто на магдебурзькому праві, тому дивно, що про цей документ не згадують в своїх монографіях дослідники Поділля[9]. 
На жаль текст цих двох грамот неможна навести, бо книга в котру були записані ці документи, - книга 74а Коронної метрики – згоріла під час Другої світової війни. 
Самі Давидівці, найімовірніше, так і не стали містом, цьому завадили руйнівні вторгнення татар, турків та волох в другій половині 15 ст – першій пол. 16 ст. Наприклад, в списку міст в Подільському воєводстві 1453 року, який наводиться в Коронній метриці згадується приватошляхетське містечко «Schipowcze»[10], але вже під час ревізії документів в 1469 році воно фігурує як село, котрим до того ж володів вже Михайло Бучацький[11]. Однак, можемо точно сказати, що вже в 15 ст село почало змінювати назву на Шипівці, тобто від прізвиська свого першого дідича. Так в іншому документі 1469 року село називається «Давидовче, інакше Сиповче на річці Серет»[12]. 
Цей населений пункт в 16 ст був крихітним сільцем, податковий реєстр вказує, що в 1530 році тут було лише 2 дворища, а навала загарбників 1539 року і взагалі стерла село з лиця землі. Реєстр 1542 року мовчить про село. Втім місцеві урядники знали про міський статус Давидівців/Шипівців, так, ще в 1559 році в кам’янецькій земській книзі воно маркується як містечко[13]. 
Як доцільно резюмує Ольга Білецька в дослідженні про Червоногородський повіт, - для чого вигадувати нісенітниці про заснування села якимось козаком, якщо є ось така справжня історія[14]. 
ДЖЕРЕЛА:
1. Matricularum Regni Poloniae summaria, excussis codicibus, qui in Chartophylacio Maximo Varsoviensi asservantur, contexuit indicesque adiecit Teodorus Wierzbowski. – Pars IV. Sigismundi I regis tempora complectens (1507-1548). Vol. 1, Acta cancellariorum 1507-1548 (далі - MRPS) 
2. MRPS. – p.IV. – v.I. - №7887 
3. https://uk.wikipedia.org/wiki/Юрій_Язловецький
4. Наприклад: MRPS. – p.V - №1559, 1636.
5. Крикун М. Кількість і структура поселень Подільського воєводства в першій половині 17 ст. // Подільське воєводство у 15-18 століттях. – Львів, 2011. – с.198 
6. MRPS. – p.IV. – v.IІІ. - S.433:  Medica, die Galli (16 жовт.). Vladislaus II rex villam Dawydowcze, in districtu Rubei Castri sitam, Gregorio Schyp iure haereditario donat.
7. Білецька О. Червоногородський повіт Подільської землі наприкінці 14 – 16 ст. // Міждисциплінарні гуманітарні студії. Серія: Історичні науки. – 2014. Вип. 3. – с.58 
8. MRPS. – p.IV. – v.III. - S.562:  In statione campestri in terra Culmensi circa lacum Meno, feria sexta posr Mauritii (25 вер.) Alexandr alias Withowdus, magnus dux Lithuaniae, in villa Dauydowcze terrae Podoliae Gregorii Schyp haereditaria oppidum in iure maydemburgensi locare indulget.
9. Наприклад найновіші монографії з історії Поділля: Білецька О. Поділля на зламі XIV-XV ст.: до джерел формування історичної області. - Одесса: «Астропринт», 2004;
Михайловський В. Еластична спільнота. Подільська шляхта в другій половині XIV - 70-х роках XVI ст. - К.: Темпора, 2012 
10. MRPS. – p.I. - №192; Оригінал: AGAD. - MK. - Sygn.11. - s.10
11. Bona regalia onerata in terra Russiae etc. Lustracio 1469 // Jabłonowski A. Źródła dziejowe. T. 18, cz. 1
12. Білецька О. Червоногородський повіт… с.66 
13. Крикун М. Кількість і структура поселень Подільського воєводства … с.198 
14. Білецька О. Червоногородський повіт… с.66-67

## Пам'ятки
Є церква святого архістратига Михаїла (1861, кам.), дві каплички (одна з них — римсько-католицька Божого Милосердя).

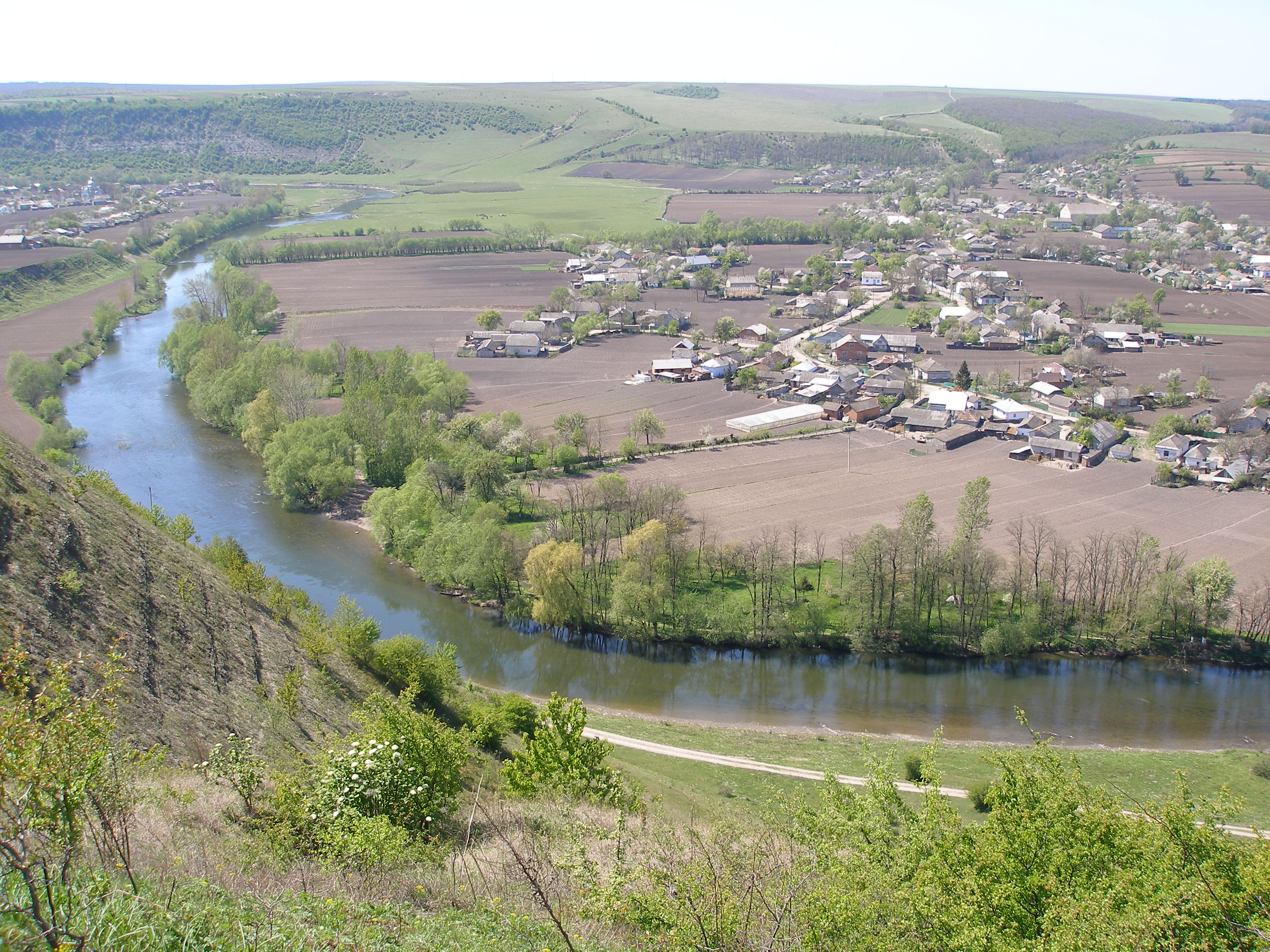
Панорама села з лівого берега річки Серет

Споруджено пам'ятник воїнам-односельцям, полеглим у німецько-радянській війні (1985), насипано символічну могилу Борцям за волю України (1992), встановлено 4 пам'ятних хрести.

## Соціальна сфера
Працюють Гімназія, Будинок культури, бібліотека, ФАП, відділення пошти, ПАП «Урожай», торговельний заклад.

## Відомі мешканці

### Уродженці
- Тимчук Марія Іванівна (ланкова) — новатор сільськогосподарського виробництва,  колгоспу імені Калініна Заліщицького району Тернопільської області. Депутат Верховної Ради УРСР 6-го скликання. (скоріш за все помилка, колгоспу імені Калініна в Шипівцях не було)
- Мокрицький Анатолій Степанович, народився 20 серпня 1987 року, загинув, як герой, 9 вересня 2022 року, визволяючи Харківську область від російських загарбників.
- ШИРМА Олег Іванович (20.02.1967, с. Шипівці, Чортківського району Тернопільської області — 07.02.2024) — український військовик. Сержант, головний сержант роти ударних безпілотних авіаційних комплексів в/ч А***.  Загинув 07 лютого 2024 року під час підготовки до вантаження боєкомплекту, внаслідок вибуху.